# 마시모 리고니
마시모 리고니(이탈리아어: Massimo Rigoni, 1961년 11월 24일 ~ )는 이탈리아의 은퇴한 스키 점프 선수이다.